# Cécile Renault (astrophysicienne)
Pour les articles homonymes, voir Cécile Renault et Renault (homonymie).
Cécile Renault, née le 19 septembre 1970 à Amiens et morte le 5 avril 2021 à La Tronche,, est une astrophysicienne française spécialisée dans l'étude des astroparticules et la cosmologie. Elle est notamment connue pour son travail de vulgarisation autour de la mission Planck.

## Biographie
Cécile Renault naît le 19 septembre 1970 à Amiens. Dès le collège, elle veut être astrophysicienne et dévore les articles de vulgarisation et les émissions d'Hubert Reeves.
Elle suit des études supérieures en physique fondamentale à l'université Pierre-et-Marie-Curie et un DEA d'astronomie à l'Observatoire de Meudon. Pendant ses études, elle bénéficie notamment de l'enseignement de Jean-Pierre Chieze et de Thibault Damour.
Elle effectue sa thèse au Service de physique des particules du CEA-Saclay et un post-doctorat en astronomie gamma au Max Planck Institute de Heidelberg.

## Carrière
Après sa thèse et son post-doctorat, Cécile Renault intègre le Laboratoire de physique nucléaire et de hautes énergies (LPNHE-Paris) avant de rejoindre, en 2000, le Laboratoire de physique subatomique et de cosmologie (LPSC) à Grenoble.
Au sein de la collaboration Planck, elle est responsable du traitement des données en temps réel de l'instrument hautes fréquences (HFI) du satellite et étudie le rayonnement fossile de l'Univers.
Elle participe ensuite au projet LSST (Large Synoptic Survey Telescope).

## Vulgarisation scientifique
Cécile Renault tient le blog de vulgarisation « Cosmologiquement vôtre », dont la qualité est remarquée par Futura Sciences et par Florence Porcel.
En parallèle de ses travaux au sein de la collaboration Planck, elle effectue un important travail de vulgarisation scientifique autour des découvertes effectuées par la mission,.
En 2018, elle co-organise, en compagnie de collègues du Laboratoire de physique subatomique et de cosmologie et de l'Institut Laue-Langevin, l'édition grenobloise du "Dark Matter Day", un événement autour de la matière noire, qui se tient dans le monde entier. Un concours de nouvelles de science-fiction, ainsi que diverses animations au Muséum de Grenoble sont proposés.
En 2019, elle est la marraine de la Saga GALAXIE, un projet de vulgarisation scientifique et de création d'univers de science-fiction porté par La Casemate. Elle encadre ainsi une dizaine d'ateliers, apportant aux participants des connaissances en cosmologie.

## Vie privée et engagements
Elle est l'une des 200 personnalités à avoir signé la tribune « Le plus grand défi de l'histoire de l'humanité ».
Elle décède le 5 avril 2021 à la suite d'un accident de la route.
Elle a été mariée avec l'astrophysicien Aurélien Barrau,.